# تيار العكر

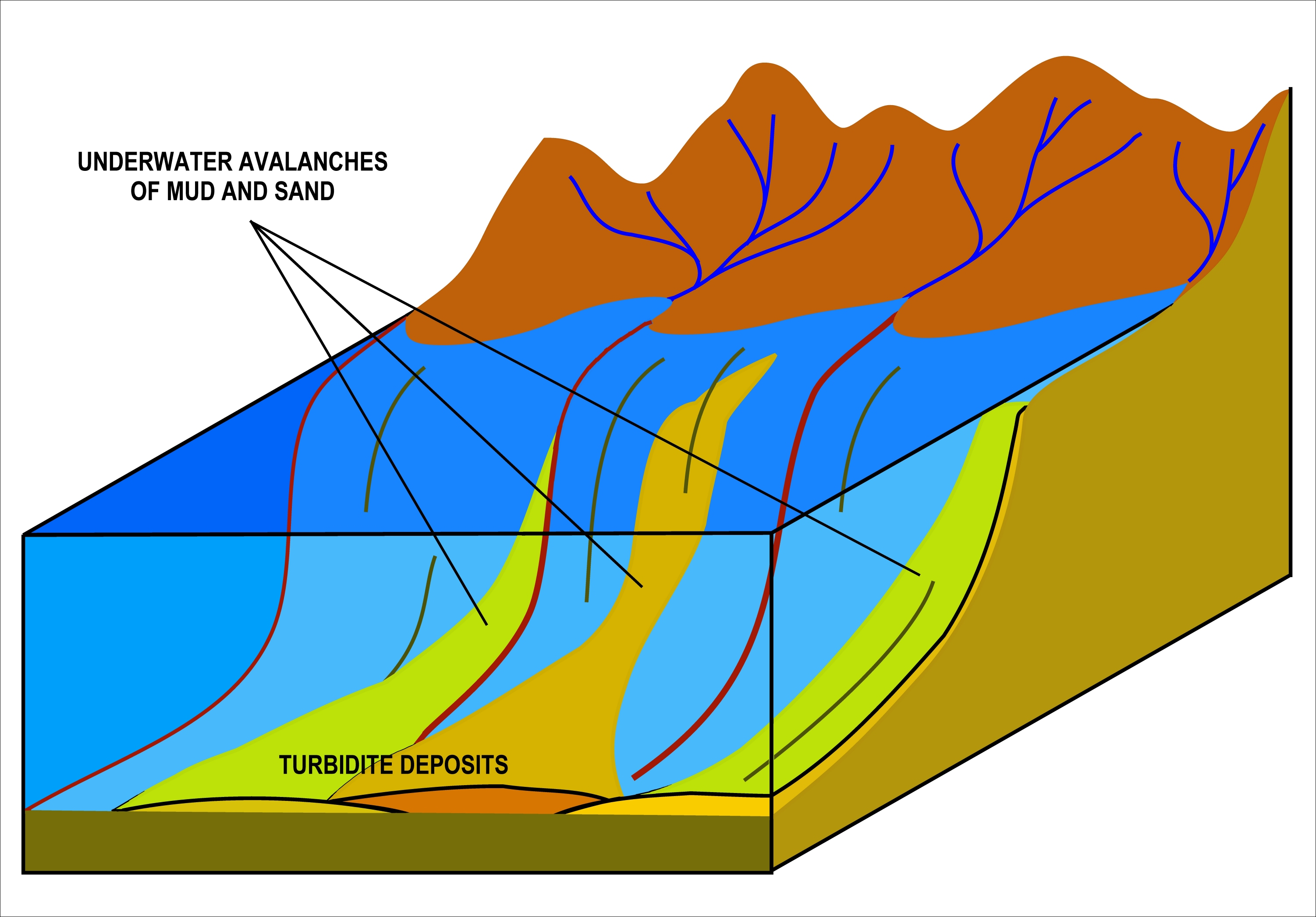

تيار العكر (بالإنجليزية: Turbidity current)‏، هو تيار مائي كثيف محمل بالرواسب، يتحرك منحدرا لأسفل ناحية القاع العميق تحت تأثير الجاذبية.